# 田島荘三
田島 莊三（たじま しょうぞう、1940年1月1日 - 2021年1月28日）は、日本の音響監督。愛知県名古屋市中区出身。

## 経歴・人物
名古屋市立前津中学校、名古屋市立菊里高等学校、日本大学芸術学部映画学科卒業。
東映の時代劇を好み助監督を志すが、試験日に寝過ごしてしまい、1年留年して翌年の試験に備えたものの、翌年には募集そのものがなくなってしまった為、産業訓練用スライドの制作会社ピーアールシープロダクション（現：PRC）に入社。2年後、太平洋テレビジョンに勤めていた友人と入れ替わる形で同社に移り、演出部のアシスタントとして吹き替え仕事に関わり始め、1967年に放送された『キャット 闇に挑む男』で演出デビュー。
世話になっていた有村昌記が太平洋テレビから独立し有村放送プロモーションを設立した際に同社に移籍。それから2年ほど後、川端千鶴とともにコスモプロモーションを設立。トランスグローバルの下請けとして演出をこなして行き、多忙な時期には『ゴールデン洋画劇場』の一月の放送作品を全て演出したこともあったと言う。
その後、コスモプロモーションから独立。『ビバリーヒルズ高校白書』など第一線で活動する一方で、声優養成所の講師もしていた。
趣味は海水魚鑑賞。

## 参加作品
特記のないものに限り日本語版演出としての参加

### テレビドラマ
- FBI: 特別捜査班
- L.A.ロー 七人の弁護士 ※シーズン6まで
- 俺たち賞金稼ぎ!!フォール・ガイ
- カートライト兄弟（演出アシスタント）
- キャット 闇に挑む男
- 5人の女刑事たち ザ・ディヴィジョン
- ザ・インターネット
- CIA:ザ・エージェンシー
- トッポ・ジージョ劇場
- ビバリーヒルズ高校白書
  - ビバリーヒルズ青春白書
- ペイトンプレイス物語 ※TBS版

### 映画

#### ビデオ・DVD版
1987年
- 王様の剣 ※ソフト版

1988年
- 不思議の国のアリス

1990年
- グレムリン ※ソフト版
- デッドフォール ※ソフト版

1991年
- ピーウィーの大冒険 ※ソフト版

1994年
- 天国から来たわんちゃん ※VHS版
- ワンス・アポン・ア・タイム・イン・チャイナ 天地黎明 ※VHS版
- ワンス・アポン・ア・タイム・イン・チャイナ 天地大乱 ※VHS版
- ワンス・アポン・ア・タイム・イン・チャイナ 天地争覇 ※VHS版

1995年
- ラスト・ヒーロー・イン・チャイナ 烈火風雲 ※VHS版

1997年
- 冒険王
- 欲情の媚薬

1998年
- 草原とボタン

2000年
- バッファロー'66
- スパイダーズ
- ユアン・マクレガー 赤と黒
- ヴァイラスX

2001年
- アイスブレーカー
- 犬いなる遺産

2002年
- 猿の大陸
- ロード・レノックスと秘密の城
- ストリッパー・コップ

2003年
- アイアン・カウボーイズ ミーツ・ゴーストライダー

2004年
- 夢見る頃を過ぎても

2006年
- 白い恐怖 ※ミック・エンターテイメント版PDDVD
- 第三の男 ※ミック・エンターテイメント版PDDVD

2007年
- 舞台恐怖症 ※ミック・エンターテイメント版PDDVD

2009年
- 愛しのアクアマリン

#### テレビ版
- インフェルノ ※テレビ東京版
- 美しき容疑者 海に消えた真実
- エイリアン2 ※TBS版
- 大いなる決闘
- 北国の帝王
- サスペリア ※テレビ東京版
- 殺人マシーン デストロイヤー
- 猿の惑星
  - 猿の惑星・征服
- シャイなラブレター
- ジャッジ・ドレッド ※フジテレビ版
- 侵入者 官能の甘い罠
- スター・ウォーズ エピソード4/新たなる希望 ※日本テレビ初放送版
- スリー・リバーズ
- ダイヤルM ※テレビ朝日版
- 大陸横断超特急
- 天地創造
- ドクターズ・アカデミー/全員暴走中!
- バイオ・インフェルノ
- ハロウィン
- パルメット
- ピーター・パン ※TBS版
- ポパイ ※フジテレビ版
- M★A★S★H マッシュ ※DVD収録
- ミシシッピー・バーニング
- 未来世紀ブラジル
- 天使の失踪
- 山猫 ※テレビ朝日版
- グース

### テレビアニメ
1985年
- 戦え!超ロボット生命体トランスフォーマー

1986年
- 戦え!超ロボット生命体トランスフォーマー2010

1987年
- ガミー・ベアの冒険

1988年
- トランスフォーマー ザ☆ヘッドマスターズ（第36、37話演出）

1989年
- ロボコップ THE ANIMATION
- バッグス・バニーのぶっちぎりステージ

1996年
- トランスフォーマー ザ・リバース

2005年
- マシューせんせい 〜ゆかいなヒルトップ病院〜 ※1、8、29話のみ

### 劇場アニメ
1989年
- トランスフォーマー ザ・ムービー

### OVA
1986年
- 戦え!超ロボット生命体トランスフォーマー スクランブルシティ発動編（音響ディレクター）

## その他
- 映像テクノアカデミア（講師）
- ザウルス声優スクール（講師）
- よこざわけい子 声優・ナレータースクール（講師）